# کاپیت (مدوجا)
کاپیت (به صربی: Kapit) یک منطقهٔ مسکونی در صربستان است که در مدوجا واقع شده‌است. کاپیت ۲۵۳ نفر جمعیت دارد.